# Fourpeaked Mountain
Fourpeaked Mountain, ou Fourpeaked Volcano en anglais, est un volcan des États-Unis situé en Alaska.

## Géographie
Fourpeaked Mountain est située aux États-Unis, dans le Sud-Ouest de l'Alaska, à la limite méridionale du borough de la péninsule de Kenai et dans le Nord-Est du parc national et réserve de Katmai.
Culminant à 2 104, d'altitude, elle est recouverte de glaciers dont le glacier Fourpeaked qui s'épanche vers l'est en direction du détroit de Chelikhov séparant l'île Kodiak du continent américain.

## Histoire
Alors qu'elle était considérée comme éteinte, Fourpeaked Mountain a connu une brève éruption le 17 septembre 2006. Une fissure éruptive d'un kilomètre de longueur s'est ouverte sur le flanc Nord du volcan accompagnée d'explosions phréato-magmatiques d'indice d'explosivité volcanique de 2 et de retombée de cendres volcaniques,.